# Yusei Kayanuma
Yusei Kayanuma (萱沼 優聖 Kayanuma Yūsei?, Yamanashi, 6 de agosto de 1993) es un futbolista japonés que juega como delantero en el YSCC Yokohama.

## Trayectoria

### Clubes
| Club                | País  | Año       |
| ------------------- | ----- | --------- |
| Kataller Toyama     | Japón | 2015-2017 |
| Kagoshima United FC | Japón | 2018-2021 |
| Vanraure Hachinohe  | Japón | 2022      |
| YSCC Yokohama       | Japón | 2023-     |